# شیلدریک یکم
شیلدریک یکم (۴۳۷-۴۸۲ (میلادی) پادشاه مروونژی و فرانک‌های سالی بود. وی پسر مرووش بود. همچنین وی پدر کلوویس یکم بود که پس از او به پادشاهی فرانک‌ها رسید.

## پادشاهی
وی یا یاری سپاهیانش که از فرانک‌ها بودند شهر تورنه(در بلژیک کنونی) را پایتخت خویش نمود و در سرزمینهایی که از امپراتوری روم غربی جداساخته بود چندی با آشتی با همپیمانانش به پادشاهی پرداخت. وی در ۴۶۳ با یک سرلشکر رومی به نام اگیدیوس در اورلئان همپیمان شد و ویزیگوت‌ها را شکست داد. آماج او از این یاری به دست آوردن مرزهای بیشتری در کرانه رود لوار بود. پس از مرگ اگیدیوس کسی به نام کنت پُل فرماندهی مرزهای او را در شهر انژر در دست داشت ولی کسی به نام اودوسر با سپاهی از گل‌ها و فرانکها به او تاخت، کنت پل کشته شد و شهر به دست اودوسر افتاد ولی شیلدریک که یک روز پس از تاختن به شهر به جنگ پیوسته بود توانست بر شهر جیره گردد. او همچنین به تعقیب ساکسونها پرداخت و آنان را کشتار نمود. پس از چندی تغییر موضع داده و با اودوسر همپیمان شد و جلوی آلامان‌ها که می‌خواستند خود را به ایتالیا برسانند را گرفتند.
وی را پس از مرگ در تورنه به خاک سپردند.

## آرامگاه شیلدریک یکم
آرامگاه وی در سال ۱۶۵۳ هنگام بازسازی کلیسایی به نام سن‌بریس در تورنه یافته شد. در این سازه چیزهای ارزشمندی مانند گوهرهایی گرانبها و شمشیری آراسته و دستبندی و سکه‌های زر و...همچنین حلقه‌ای یافت شد که روی آن به لاتین نوشته شده بود:CHILDERICI REGIS به معنای از شیلدریکِ پادشاه که از روی آن نام دارنده آرامگاه آشکار گردید.